# Zhakou (sockenhuvudort i Kina, Hunan Sheng, lat 29,85, long 111,50)
Zhakou är en sockenhuvudort i Kina. Den ligger i provinsen Hunan, i den södra delen av landet, omkring 230 kilometer nordväst om provinshuvudstaden Changsha. Antalet invånare är 19 698. Befolkningen består av 9 652 kvinnor och 10 046 män. Barn under 15 år utgör 13,0 %, vuxna 15-64 år 73 %, och äldre över 65 år 12,0 %.
Runt Zhakou är det tätbefolkat, med 356 invånare per kvadratkilometer. Närmaste större samhälle är Dayandang, 17,1 km sydost om Zhakou. I omgivningarna runt Zhakou växer huvudsakligen savannskog.
Genomsnittlig årsnederbörd är 1 565 millimeter. Den regnigaste månaden är maj, med i genomsnitt 222 mm nederbörd, och den torraste är december, med 22 mm nederbörd.